# قارة (شبام كوكبان)

تعديل مصدري - تعديل

قارة هي إحدى قرى عزلة الأهجر بمديرية شبام كوكبان التابعة لمحافظة المحويت، بلغ تعداد سكانها 690 نسمة حسب تعداد اليمن لعام 2004.